# Richard Stites
Richard Stites (Filadelfia, 2 de diciembre de 1931-Helsinki, 7 de marzo de 2010) fue un historiador, editor y traductor estadounidense, especializado en el estudio de la historia de Rusia.
Tras estudiar en la Universidad de Pensilvania, se doctoró en 1968 en Harvard, para más tarde ser profesor en la Universidad de Georgetown. Fue autor de obras como The Women's Liberation Movement in Russia: Feminism, Nihilism, and Bolshevism, 1860-1930 (1978), Revolutionary Dreams: Utopian Vision and Experimental Life in the Russian Revolution (1989), Russian Popular Culture: Entertainment and Society since 1900 (1992), Serfdom, Society and the Arts in Imperial Russia: The Pleasure and the Power (2005), entre otras.